# Station Brugge-Zeehaven
Station Brugge-Zeehaven was een goederenstation langs spoorlijn 201 in de Brugse binnenhaven. Het werd in 2001 buiten dienst gesteld en in 2006 opgebroken.
Assebroek ·
Brugge ·
Brugge-Dijk ·
Brugge-Dok ·
Brugge-Noord ·
Brugge-Sint-Pieters ·
Brugge-Vorming ·
Brugge-Zeehaven ·
Dudzele ·
Dudzele-Kanaal ·
Lissewege ·
Sint-Michiels ·
Steenbrugge ·
Zeebrugge-Vorming ·
Zeebrugge-Dorp ·
Zeebrugge-Strand ·
Zwankendamme